# 西狭山ヶ丘
西狭山ヶ丘（にしさやまがおか）は、埼玉県所沢市の町名。現行の行政地名は西狭山ヶ丘一丁目及び西狭山ヶ丘二丁目。郵便番号は 359-1163。

## 地理
所沢市内の西部、三ヶ島地区に所属する。
西武池袋線狭山ヶ丘駅の南西に位置し、和ヶ原、狭山ヶ丘、若狭、三ヶ島、林と隣接する。
町境東端に埼玉県道223号狭山ヶ丘停車場線が通り、狭山ヶ丘1丁目交差点を交点に国道463号所沢入間バイパスが通過する。
町域内は北側に一丁目、南側に二丁目が設置され、町域南西部には不老川･林川の支流の樽井戸川が流れている。

### 河川
- 樽井戸川

## 歴史
- 1977年（昭和52年）11月1日 - 町名整備により、大字三ヶ島、大字三ヶ島堀之内（現堀之内）、大字和ヶ原の各一部から西狭山ヶ丘が成立する[6][7]。

## 世帯数と人口
2017年（平成29年）9月30日現在の世帯数と人口は以下の通りである。
| 丁目             | 世帯数    | 人口    |
| ---------------- | --------- | ------- |
| 西狭山ヶ丘一丁目 | 1,081世帯 | 2,375人 |
| 西狭山ヶ丘二丁目 | 334世帯   | 760人   |
| 計               | 1,415世帯 | 3,135人 |

## 小・中学校の学区
市立小・中学校に通う場合の学区（校区）は以下の通り
| 町丁       | 番・番地 | 小学校                         | 中学校                               |
| ---------- | -------- | ------------------------------ | ------------------------------------ |
| 西狭山ヶ丘 | 東部     | 所沢市立若狭小学校（若狭）     | 所沢市立狭山ヶ丘中学校（東狭山ヶ丘） |
| 西狭山ヶ丘 | 西部     | 所沢市立林小学校（和ヶ原）     | 所沢市立三ヶ島中学校（三ヶ島）       |
| 西狭山ヶ丘 | 南部     | 所沢市立三ヶ島小学校（三ヶ島） | 所沢市立三ヶ島中学校（三ヶ島）       |

## 交通

### 鉄道
地内に鉄道は敷設されていない。最寄駅は、西武池袋線狭山ヶ丘駅。

### バス
- 地内のバス停は「狭山ヶ丘住宅入口」・「和ヶ原入口」。
  - 西武バス「小手03」系統 （小手指駅/箱根ケ崎駅行き）

### 道路
- 国道463号所沢入間バイパス
- 埼玉県道223号狭山ヶ丘停車場線
- 市道「三ヶ島文教通り」

交差点
- 「狭山ヶ丘1丁目」

## 施設
公共
- 西狭山ヶ丘公園[9]
- 三ヶ島第9区集会所

教育
- あかね保育園子育て支援センター[10]

寺社
- 西栄寺 - 真宗大谷派の仏教寺院。